# Fascist Legacy
Fascist Legacy ist ein zweiteiliger Dokumentarfilm der BBC des Regisseurs Ken Kirby aus dem Jahr 1989, der in zwei Teilen über die italienischen Kriegsverbrechen und Verbrechen gegen die Menschlichkeit auf dem Balkan und in den italienischen Kolonien während der Zeit des italienischen Faschismus berichtet.

## Inhalt
Teil 1 (A Promise Fulfilled) beschreibt die italienischen Verbrechen während der Besetzung Äthiopiens und des Balkans. Der Schwerpunkt liegt auf dem Einsatz von Giftgas auf Befehl Marshall Pietro Badoglios, der Bombardierung von Krankenstationen des Roten Kreuzes und der Massaker von Addis Abeba und Debre Libanos nach dem Bombenanschlag auf den italienischen Gouverneur Rodolfo Graziani in Äthiopien und aus Jugoslawien wird hauptsächlich über das italienische Konzentrationslager Rab und die Grausamkeiten im Dorf Podhum bei Rijeka berichtet.
Teil 2 (A Pledge Betrayed) beschreibt, warum die Kriegsverbrechen wegen außenpolitischer Interessen Großbritanniens und der USA nicht verfolgt wurden und bekannte italienische Kriegsverbrecher sogar unterstützt wurden.

## Kopie für RAI
Das staatliche italienische Fernsehen RAI erwarb zwar eine Kopie der Dokumentation, die dann aber mehr als 15 Jahre lang nicht öffentlich ausgestrahlt wurde, sondern nur in kleinen Zirkeln auf Historikertagungen und Dokumentarfilmfestivals in einer italienischen Fassung zugänglich gemacht wurde.